# Clase María de Maeztu
Las embarcaciones de la Clase María de Maeztu, también conocidas comercialmente como Tug Series UNV 660 SD, son una serie de siete buques remolcadores de altura, de manufactura española, fabricados entre los años 2006 y 2010. Estos siete ejemplares fueron diseñados específicamente para ser empleados por la Sociedad de Salvamento y Seguridad Marítima, ente público dependiente del Ministerio de Fomento de España.
Esta clase nació como el proyecto B.31.14.06 de la oficina técnica de la Unión Naval de Valencia, que se presentó al programa de adquisición marcado dentro del Plan Nacional de Salvamento para el periodo 2006-2009. Los primeros cuatro remolcadores fueron encargados en el año 2006, a los que se le sumó un segundo pedido por tres remolcadores adicionales en 2008. Todos estos barcos fueron construidos en los astilleros de la Unión Naval de Valencia, posteriormente conocidos como Boluda Shipyards.
Estos remolcadores de 39,7 metros de eslora y 60 toneladas de tiro, han sido diseñados para realizar diversos tipos de misiones. Además de prestar servicios de remolque de barcos y ayuda a embarcaciones con problemas, también tienen capacidad para la lucha contra incendios en el mar, lucha contra la contaminación marina y el salvamento de náufragos.

## Historia
A mediados de los años 2001, la Sociedad de Salvamento y Seguridad Marítima apuntó la necesidad de sustituir a la vetusta flota de buques contratados, por nuevos remolcadores en propiedad. Dentro del Plan Nacional de Salvamento para el periodo 2006-2009, se trazaron las directrices para la adquisición de siete nuevos remolcadores de entre 50 y 60 toneladas de tiro. Se presentó un concurso público para la adquisición de las primeras cuatro embarcaciones, con un presupuesto de 42 millones de euros.
El 12 de mayo de 2006, el Consejo de Ministros autorizó al Ministerio de Fomento a contratar el suministro de los primeros buques remolcadores, seleccionándose la oferta del proyecto B.31.14.06, presentado por la Unión Naval de Valencia. Este proyecto fue posteriormente denominado por la empresa como Tug Series UNV 660 SD, de los que se construyeron los 4 primeros buques, por un total de 40,92 millones de euros. Estas unidades fueron fabricadas en los astilleros que la empresa posee en el Puerto de Valencia.
Las dos primeras unidades, las María de Maeztu y María Zambrano, se botaron el 26 de octubre de 2007. La tercera unidad, la María Pita se botó el 19 de enero de 2008, en un acto que fue presidido por la que en aquel momento era Vicepresidenta Primera del Gobierno de España, María Teresa Fernández de la Vega. La última embarcación de esta primera serie, la Marta Mata fue botada el 23 de mayo de 2008.
El 7 de febrero de 2008 se autorizó la contratación 3 unidades adicionales, completando las 7 previstas en el Plan Nacional de Salvamento. Estas 3 unidades del segundo bloque de construcción costaron un total de 37,8 millones de euros.
El 24 de junio de 2010 se realizó la botadura del primero de estos tres remolcadores, el quinto del total de siete unidades, bautizado como SAR Mastelero. Entró en servicio el 7 de enero de 2011 siendo basado en la zona del Mar de Alborán, y sustituyendo al buque remolcador Remolcanosa V.
La sexta unidad, el SAR Gavia, se botó el 5 de julio de 2010, siendo asignado para la costa de Galicia, sustituyendo al buque remolcador Ibaizábal I. La última unidad para Salvamento Marítimo, el SAR Mesana, fue botada el 7 de septiembre de 2010, siendo asignado para la zona de Levante, sustituyendo al buque remolcador V.B. Antártico.

## Nombres de los barcos
Las cuatro primeras unidades, se bautizaron con nombres de 4 mujeres relevantes en la historia de España. Los nombres empleados fueron:
- María de Maeztu: En honor a María de Maeztu Whitney. Pedagoga de procedencia vasca.
- María Pita: En honor a María Mayor Fernández de Cámara y Pita. Heroína gallega que luchó contra el asedio por parte de Sir Francis Drake a la ciudad de La Coruña en 1589.
- María Zambrano: En honor a María Zambrano Alarcón. Filósofa y ensayista, discípula del famoso filósofo, José Ortega y Gasset.
- Marta Mata: En honor a Marta Mata i Garriga. Política y pedagoga catalana.

Las 3 últimas unidades, rompieron esta tendencia, y fueron bautizadas empleando términos marítimos: SAR Mesana por la vela denominada mesana, SAR Gavia por la vela denominada gavia y SAR Mastelero por la percha denominada mastelero.

## Características

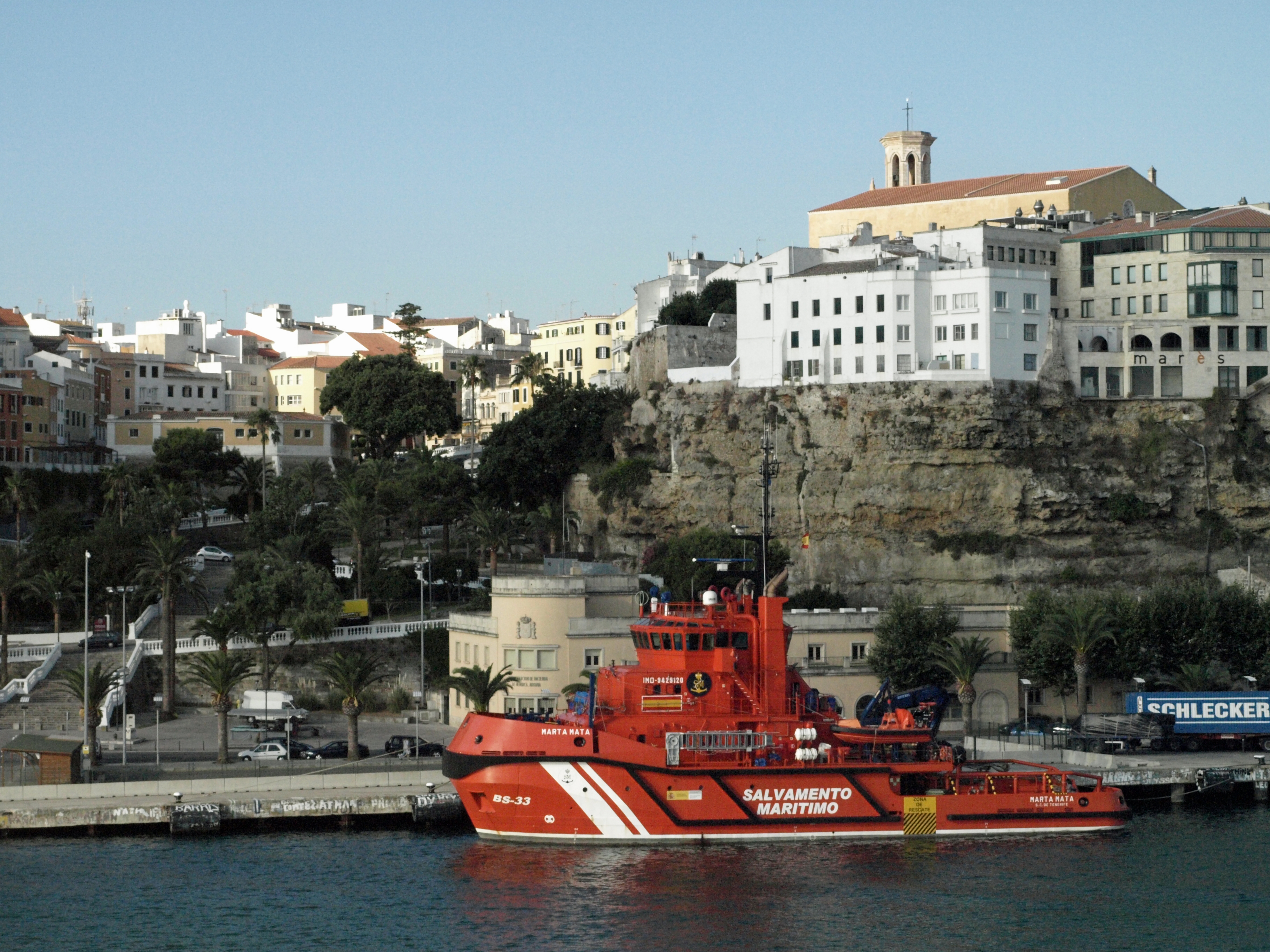
Remolcador Marta Mata (BS-33) en el Puerto de Mahón.

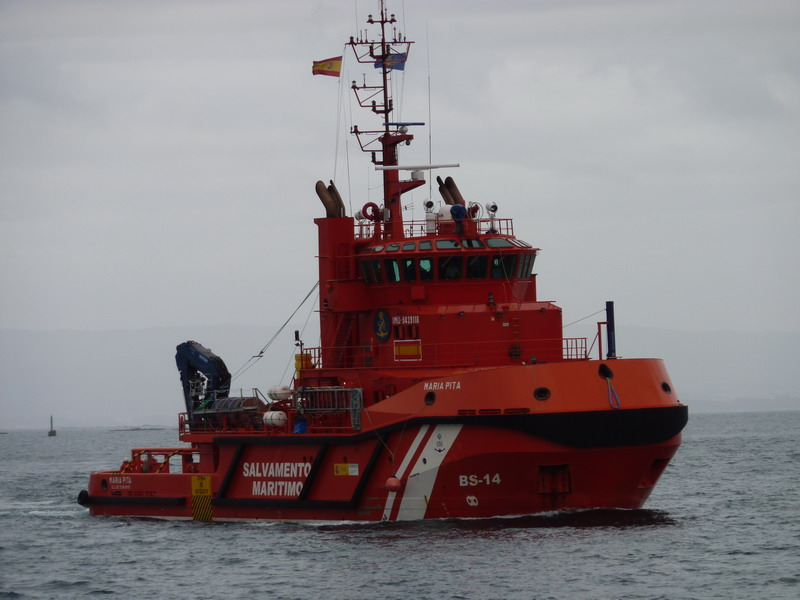
Remolcador María Pita (BS-14).

### Cubiertas
Las embarcaciones de la Clase María de Maeztu están compuestas por un total de cinco niveles o cubiertas:
- La cubierta de máquinas, es el nivel inferior de la embarcación, y en ella se encuentra la zona de los equipos propulsores y grupos electrógenos, así como la sala de control.

- La cubierta principal, es el segundo nivel de la embarcación. Esta se encuentra vacía en la popa. La zona de proa, se encuentra debajo de la cubierta de castillo, y en ella se ubican la cocina, las zonas de descanso de la tripulación y la zona para náufragos.

- La cubierta de castillo, es el tercer nivel del remolcador. En ella se encuentran la embarcación auxiliar, la grúa y los camarotes de la tripulación.

- La cubierta de botes, es el cuarto nivel de la misma. En ella se ubican los botes salvavidas, así como los camarotes del capitán y del jefe de máquinas.

- La cubierta del puente, es el nivel superior del remolcador. En ella se encuentran los mandos del remolcador. Es una estructura acristalada similar a la de los pequeños remolcadores portuarios. Sobre esta cubierta hay ubicado un mástil con las antenas de navegación y telecomunicación.

### Sistemas de propulsión
Los barcos de la Clase María de Maeztu disponen de dos motores diésel ABC 8DZC-1000-175, fabricados por la Anglo Belgian Corporation, de ocho cilindros en línea cada uno. Genera una potencia nominal de 1872 kW a 1000 revoluciones por minuto.
Estos motores transmiten su energía a dos propulsores azimutales Schottel, situados en la popa. También disponen de una hélice transversal de accionamiento hidráulico en la proa para mejorar la maniobrabilidad en las aproximaciones.
El sistema de propulsión ofrece a los remolcadores una velocidad de crucero de 10,5 nudos al 80 % de potencia. Puede llegar a alcanzar los 13 nudos a plena potencia.

### Sistemas de remolque y asistencia a otros barcos
Para realizar el cometido principal para el que fue diseñado, los barcos de la Clase María de Maeztu disponen en la zona de proa de dos máquinas para remolcar a otros barcos.
La primera de las máquinas de remolque dispone de un tambor con 300 metros de estacha de alta resistencia. La segunda de ellas dispone de dos tambores con 1000 metros de estacha para remolques de larga distancia. Estas dos máquinas están capacitadas para resistir una tracción de tiro de 60 toneladas.
En el lado de estribor dispone de una grúa hidroeléctrica con capacidad de carga de 10 toneladas y con 12 metros de radio de acción. También, la Clase María de Maeztu ha sido diseñada para ofrecer servicios a otros barcos, como agua, combustible, aire y electricidad.

### Sistemas contraincendios

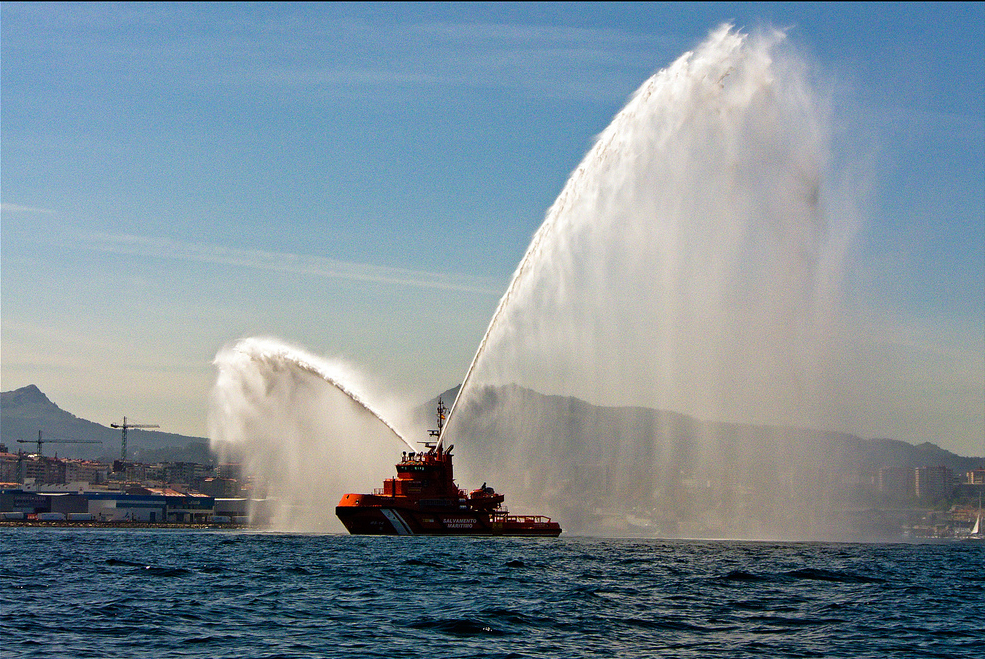
Remolcador María Pita (BS-14) haciendo una demostración de su sistema contraincendios en la Ría de Vigo durante el Festival Aéreo de Vigo.

Los remolcadores de la Clase María de Maeztu dispone de sistemas para la lucha contra incendios, de tipo FiFi 1 («FIRE-FIGHTING SHIP CLASS 1, WATER SPRAY»; en español: «Barco contraincendios de nivel 1, pulverizador de agua»).
Como sistema de lucha activo, dispone de dos bombas de agua, con una capacidad de 1500 m³/h cada una y dos cajas multiplicadoras. También tiene dos monitores contraincendios capaces de dirigir el agua a 14 bares de presión y 45 metros de altura, con la posibilidad de emplear espuma retardante mezclada con el agua.
Como sistema de lucha pasivo, dispone de un sistema de pulverización de agua, que crea una cortina de protección alrededor del remolcador, lo que permite acercarse a otros buques con incendios.

### Sistemas de navegación y telecomunicaciones
Los remolcadores de la Clase María de Maeztu disponen de distintos sistemas para la ayuda a la navegación: anemómetro, dos radares (banda S y X), radar transpondedor, dos radiogoniómetros, un sistema de identificación automática de buques, giroscopio, GPS Diferencial, piloto automático, ecosonda y corredera Doppler.
Como sistemas de telecomunicaciones, cuenta con un receptor NAVTEX, terminal de comunicaciones por satélite, sistema de videoconferencia, consola de comunicaciones GMDSS y radioteléfonos.

### Embarcaciones auxiliares

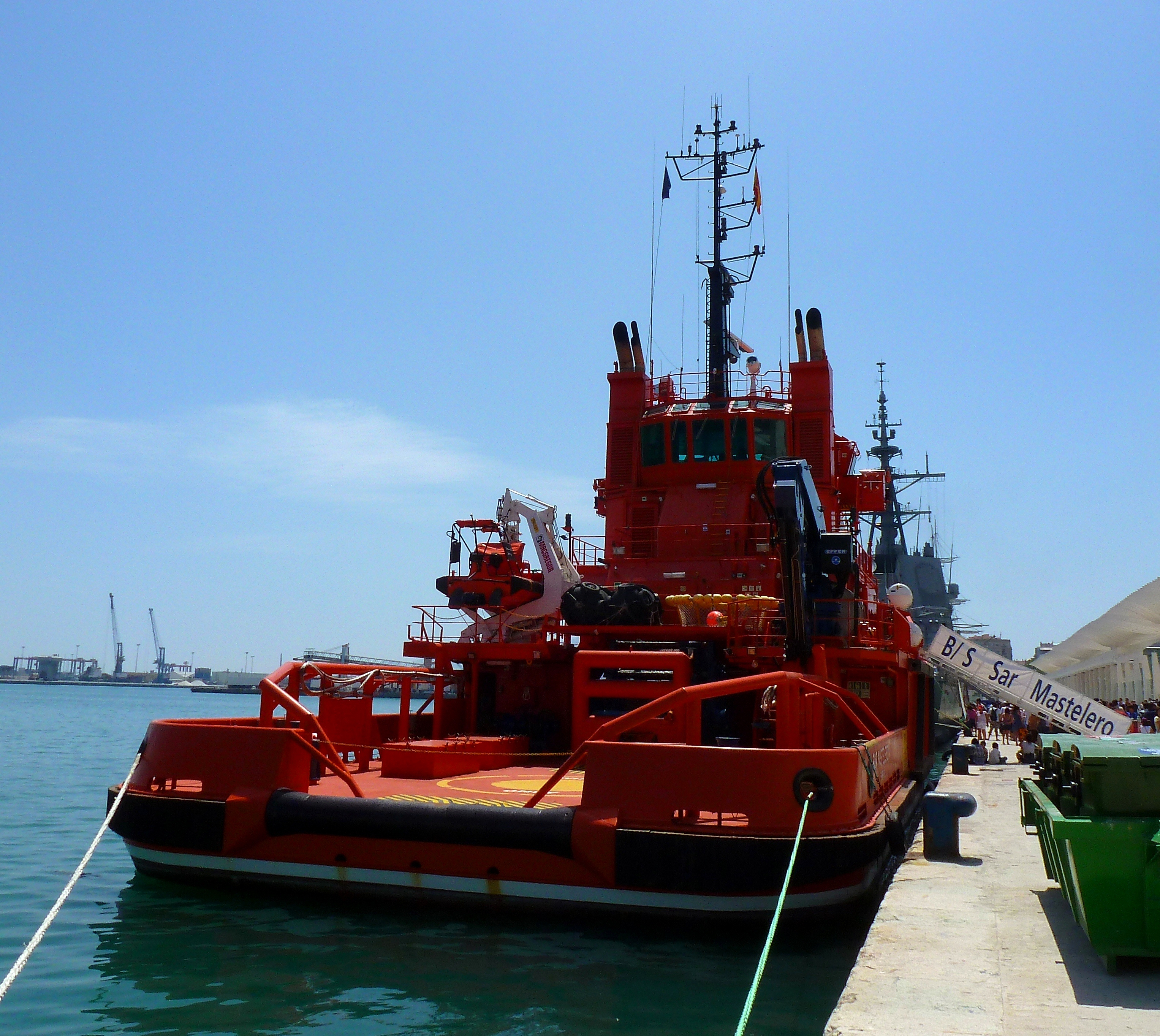
El SAR Mastelero (BS-23) en el Puerto de Málaga.

Las embarcaciones de la Clase María de Maeztu disponen de una embarcación auxiliar de 6,70 metros de eslora, llamada Seabear 23 MK II. Esta embarcación se fabrica en los astilleros de Maritime Partner AS en Ålesund, Noruega. Se emplea como embarcación de asistencia a las labores de trabajo del remolcador.

### Equipamiento para la tripulación y náufragos
Las embarcaciones de la Clase María de Maeztu están capacitadas para alojar a un máximo de 12 tripulantes. Dispone de dos camarotes tipo «suite» para el capitán y el jefe de máquinas, ocho camarotes individuales para la tripulación, y un camarote doble en el caso de que el barco requiera albergar el número máximo de tripulantes. También dispone de cocina y zona de descanso de la tripulación.
También en estas embarcaciones hay una sala para albergar hasta 50 náufragos durante un corto periodo de tiempo. Dispone de 10 asientos fijos y 40 abatibles. Junto a ella, hay una pequeña enfermería, con 4 camas abatibles.

## Listado de remolcadores

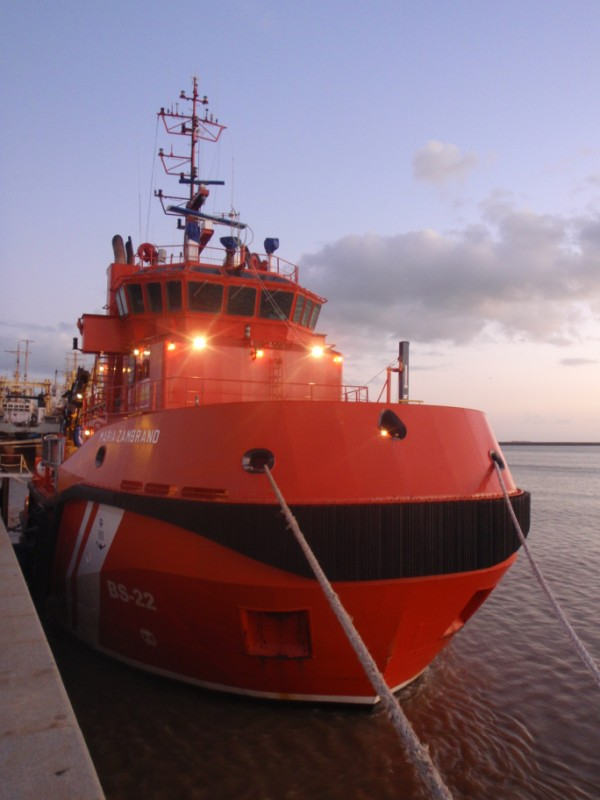
Remolcador María Zambrano (BS-22) visto por la proa.

En el siguiente listado se pueden ver las embarcaciones de la Clase María de Maeztu pertenecientes a la Sociedad de Salvamento y Seguridad Marítima. A fecha de enero de 2012 hay 7 unidades activas.
| Código | Nombre          | Fecha de botadura       | Indicativo | Núm. MMSI | Núm. IMO | Zona de actuación    |
| ------ | --------------- | ----------------------- | ---------- | --------- | -------- | -------------------- |
| BS-13  | María de Maeztu | 26 de octubre de 2007   | EBZH       | 224631000 | 9429091  | Cornisa Cantábrica   |
| BS-22  | María Zambrano  | 26 de octubre de 2007   | ECLT       | 224703000 | 9429106  | Golfo de Cádiz       |
| BS-14  | María Pita      | 19 de enero de 2008     | ECMF       | 224860000 | 9429118  | Galicia (Rías Bajas) |
| BS-33  | Marta Mata      | 23 de mayo de 2008      | ECNY       | 224634000 | 9429120  | Baleares             |
| BS-23  | SAR Mastelero   | 24 de junio de 2010     | EACF       | 224485000 | 9525730  | Mar de Alborán       |
| BS-15  | SAR Gavia       | 5 de julio de 2010      | EAED       | 224483000 | 9525742  | Galicia (Rías Altas) |
| BS-34  | SAR Mesana      | 7 de septiembre de 2010 | EBRD       | 224493090 | 9525754  | Levante              |

### Secuencias de designación
Embarcaciones de intervención rápida
- / Clase Salvamar
- / Clase Guardamar

Buques de Salvamento
- Clase Luz de Mar
- / Clase Don Inda
- Clase María de Maeztu